# Lesnický potok
Lesnický potok je malý vodní tok v Pieninách. Jedná se o pravostranný přítok Dunajce, který je dlouhý 5,7 km. 
Potok pramení severně od obce Veľký Lipník v nadmořské výšce asi 670 metrů. Teče převážně severozápadním směrem přes obec Lesnica. Za ní se prolamuje bradlovým pásmem Pienin a vytváří romantickou, krajinářsky působivou soutěsku zvanou Prielom Lesnického potoka, která je asi 1 km dlouhá. Její svahy tvoří vysoká bradla se strmými stěnami (Vylízaná, Osobitá skala). Zde se malým obloukem stáčí a ústí do Dunajce v nadmořské výšce kolem 435 metrů a navazuje na Prielom Dunajca. Korytem potoka protéká poměrně velké množství vody. Tok má velký spád a vytváří několik peřejí. 
Údolím potoka vede modře značená turistická trasa.